# Diego Junqueira
Diego Junqueira (Tandil, 28 december 1980) is een Argentijns tennisser. Hij is prof sinds 2001 en haalde voor het eerst de top 100 in 2008. Zijn hoogste plaats op de ATP-ranglijst is de 68e, die hij behaalde op 9 maart 2009.
Junqueira heeft in zijn carrière nog geen ATP-toernooi op zijn naam geschreven. Hij won wel zes challengers en vijf futurestoernooien in het enkelspel. Zijn beste resultaat op een grandslamtoernooi in het enkelspel is het bereiken van de tweede ronde.

## Carrière

### Jaarverslagen

#### 1999 - 2008
In de jaren 1999 tot 2004 vooral Futurestoernooien. In 2005 maakte hij de overstap naar challengers. In februari 2006 won hij zijn eerste challenger in Florianopolis. Hij nam dat jaar ook deel aan zijn eerste ATP-toernooi, in Stuttgart, waar hij de derde ronde haalde. Hij versloeg er in de eerste ronde de Belg Christophe Rochus en boekte zo zijn eerste overwinning op een ATP-toernooi en op een speler uit de top 100. In 2007 haalde Junqueira weinig noemenswaardige resultaten.
In mei 2008 won hij zijn tweede challenger, in San Remo. Hij plaatste zich dat jaar ook via de kwalificaties voor zijn eerste grandslamtoernooi, Roland Garros. Hij haalde er de tweede ronde. In juli won hij de challenger van Rimini en in augustus die van Como. In augustus 2008 kwam hij ook voor het eerst de top 100 binnen. Hij eindigde het jaar ook voor het eerst binnen de top 100, op plaats 78.

#### 2009 - 2011
In 2009 nam hij voor het eerst deel aan de Australian Open, waar hij in de eerste ronde werd uitgeschakeld. In maart bereikte hij de 68e plaats, zijn hoogste positie op de ATP-ranking. Op Roland Garros haalde hij de tweede ronde en op Wimbledon verloor hij al in de eerste ronde. De US Open speelde hij niet. Hij viel in juli uit de top 100 en speelde de rest van het jaar voornamelijk challengers. Hij eindigde 2009 op plaats 193.
2010 was weinig succesvol, met als beste resultaten winst in het dubbel op de challenger van San Remo en winst in het enkelspel op de challenger van Buenos Aires. Hij sloot het jaar af op plaats 148. Ook in 2011 speelde hij voornamelijk challengers. Hij haalde enkele finaleplaatsen en won in mei de challenger in Zagreb. Hij haalde ook de tweede ronde op de US Open. Junqueira eindigde 2011 op plaats 123.

## Palmares
| Legenda                       | Legenda               |
| ----------------------------- | --------------------- |
| Grand Slam                    |                       |
| Olympische Spelen             |                       |
| tot 2009                      | vanaf 2009            |
| Tennis Masters Cup            | ATP Finals            |
| ATP Masters Series            | ATP Tour Masters 1000 |
| ATP International Series Gold | ATP Tour 500          |
| ATP International Series      | ATP Tour 250          |

### Enkelspel
| Nr.                  | Datum            | Toernooi       | Ondergrond | Tegenstander in finale | Score            |
| -------------------- | ---------------- | -------------- | ---------- | ---------------------- | ---------------- |
| Gewonnen challengers |                  |                |            |                        |                  |
| 1.                   | 30 januari 2006  | Florianópolis  | Gravel     | Gorka Fraile           | 3-6, 6-1, 7-6(3) |
| 2.                   | 12 mei 2008      | San Remo       | Gravel     | Máximo González        | 6-2, 6-4         |
| 3.                   | 14 juli 2008     | Rimini         | Gravel     | Walter Trusendi        | 6-4, 6-3         |
| 4.                   | 25 augustus 2008 | Como           | Gravel     | Daniel Köllerer        | 2-0, opgave      |
| 5.                   | 22 november 2010 | Buenos Aires-2 | Gravel     | Juan Pablo Brzezicki   | 6-2, 6-1         |
| 6.                   | 9 mei 2011       | Zagreb         | Gravel     | João Souza             | 6-3, 6-4         |

### Dubbelspel
| Nr.                              | Datum            | Toernooi      | Ondergrond | Partner                  | Tegenstanders in finale         | Score            |
| -------------------------------- | ---------------- | ------------- | ---------- | ------------------------ | ------------------------------- | ---------------- |
| Gewonnen challengers herendubbel |                  |               |            |                          |                                 |                  |
| 1.                               | 29 augustus 2005 | Kiev          | Gravel     | Martín Vassallo Argüello | Lukáš Dlouhý Jan Mertl          | 6-4, 6-4         |
| 2.                               | 3 mei 2010       | San Remo      | Gravel     | Martín Vassallo Argüello | Carlos Berlocq Sebastian Decoud | 2-6, 6-4, [10-8] |
| 3.                               | 21 oktober 2012  | Villa Allende | Gravel     | Facundo Bagnis           | Ariel Behar Guillermo Durán     | 6-1, 6-2         |

## Prestatietabel
| Legenda | Legenda                          |
| ------- | -------------------------------- |
| g.t.    | geen toernooi gehouden           |
| l.c.    | lagere categorie                 |
| –       | niet deelgenomen                 |
| G       | uitgeschakeld in de groepsfase   |
| 1R      | uitgeschakeld in de eerste ronde |
| 2R      | uitgeschakeld in de tweede ronde |
| 3R      | uitgeschakeld in de derde ronde  |
| 4R      | uitgeschakeld in de vierde ronde |
| KF      | uitgeschakeld in de kwartfinale  |
| HF      | uitgeschakeld in de halve finale |
| F       | de finale verloren               |
| W       | het toernooi gewonnen            |
| w-v     | winst/verlies-balans             |

### Prestatietabel enkelspel
Deze gegevens zijn bijgewerkt tot en met 2 januari 2012.
| Grandslamtoernooien   |                   |                   |                   |      |      |      |      |        |
| Australian Open       | –                 | –                 | –                 | 1R   | –    | –    |      | 0-1    |
| Roland Garros         | –                 | –                 | 2R                | 2R   | –    | –    |      | 2-2    |
| Wimbledon             | –                 | –                 | –                 | 1R   | –    | –    |      | 0-1    |
| US Open               | –                 | –                 | –                 | –    | –    | 2R   |      | 1-1    |
| Winst-verlies         | 0-0               | 0-0               | 1-1               | 1-3  | 0-0  | 1-1  | 0-0  | 3-5    |
| ATP World Tour Finals |                   |                   |                   |      |      |      |      |        |
| ATP World Tour Finals | –                 | –                 | –                 | –    | –    | –    |      | 0-0    |
| ATP Masters 1000      |                   |                   |                   |      |      |      |      |        |
| Indian Wells          | –                 | –                 | –                 | 1R   | –    | –    |      | 0-1    |
| Miami                 | –                 | –                 | –                 | 2R   | –    | –    |      | 1-1    |
| Monte Carlo           | –                 | –                 | –                 | –    | –    | –    |      | 0-0    |
| Rome                  | –                 | –                 | –                 | –    | –    | –    |      | 0-0    |
| Hamburg               | –                 | –                 | –                 | l.c. | l.c. | l.c. | l.c. | 0-0    |
| Madrid                | –                 | –                 | –                 | –    | –    | –    |      | 0-0    |
| Montréal/Toronto      | –                 | –                 | –                 | –    | –    | –    |      | 0-0    |
| Cincinnati            | –                 | –                 | –                 | –    | –    | –    |      | 0-0    |
| Shanghai              | geen Masters 1000 | geen Masters 1000 | geen Masters 1000 | –    | –    | –    |      | 0-0    |
| Parijs                | –                 | –                 | –                 | –    | –    | –    |      | 0-0    |
| Statistieken          |                   |                   |                   |      |      |      |      |        |
| Totaal aantal titels  | 0                 | 0                 | 0                 | 0    | 0    | 0    | 0    | 0      |
| Totaal winst-verlies  | 2-2               | 0-2               | 1-2               | 4-16 | 0-2  | 3-5  | 0-0  | 10-29  |
| Eindejaarsranking     | 177               | 239               | 77                | 193  | 148  | 123  |      | n.v.t. |

N.B. "g.t." = geen toernooi / "l.c." = lagere categorie

### Prestatietabel dubbelspel (grand slam)
Junqueira kwam tijdens grandslamtoernooien niet in actie in het dubbelspel.